# Herman Joseph Sahadat Pandoyoputro
Herman Joseph Sahadat Pandoyoputro, né le 23 avril 1939 à Kopeng dans la province du Java Central et mort le 23 septembre 2016, est un prélat indonésien, évêque du diocèse de Malang en Indonésie de 1989 à 2016.

## Biographie
Herman Joseph Sahadat Pandoyoputro est ordonné prêtre pour l'Ordre du Carmel le 2 aout 1970. 

### Évêque
Le 15 mai 1989, le pape Jean-Paul II le nomme évêque de Malang
Il reçoit l'ordination épiscopale le 3 septembre suivant des mains de son prédécesseur Mgr Francis Xavier Sudartanta Hadisumarta. Il se retire le 28 juin 2016.